# The Best of Black Sabbath
The Best of Black Sabbath är ett samlingsalbum med det brittiska hårdrocks- och heavy metal-bandet Black Sabbaths största hits och de viktigaste milstolparna från gruppens olika skivor. Albumet släpptes 2005
The Best of Black Sabbath är en dubbel-cd full med hårdrock från genrens födelse. Utöver bandets kändare sånger inkluderar även albumet två introspår, Embryo före Children of the Grave och Don't Start (Too Late) före Symptom of the Universe.

## Låtlista
Alla låtar är skrivna av Geezer Butler, Tony Iommi, Ozzy Osbourne, Bill Ward om inget annat anges.

### CD 1
1. "Black Sabbath" - 6:18
2. "The Wizard" - 4:21
3. "N.I.B." - 6:07
4. "Evil Woman" (Larry Wiegand) - 3:22
5. "Wicked World" - 4:43
6. "War Pigs" - 7:57
7. "Paranoid" - 2:50
8. "Planet Caravan" - 4:35
9. "Iron Man" - 5:57
10. "Electric Funeral" - 4:52
11. "Fairies Wear Boots" - 6:16
12. "Sweet Leaf" - 5:05
13. "Embryo" (Tony Iommi) - 0:28
14. "Children of the Grave" - 5:17
15. "Lord of This World" - 5:25
16. "Into the Void" - 6:12

### CD 2
1. "Tomorrow's Dream" - 3:12
2. "Supernaut" - 4:45
3. "Snowblind" - 5:30
4. "Sabbath Bloody Sabbath" - 5:45
5. "Killing Yourself to Live" - 5:42
6. "Spiral Architect" - 5:29
7. "Hole in the Sky" - 4:00
8. "Don't Start (Too Late)" - 0:49
9. "Symptom of the Universe" - 6:28
10. "Am I Going Insane (Radio)" - 4:16
11. "Dirty Women" - 7:15
12. "Never Say Die" - 3:50
13. "A Hard Road" - 6:05
14. "Heaven and Hell" (Geezer Butler, Ronnie James Dio, Tony Iommi, Bill Ward) - 6:58
15. "Turn Up the Night" (Musik: Geezer Butler, Ronnie James Dio, Tony Iommi; text: Ronnie James Dio) - 3:42
16. "The Dark/Zero the Hero" (Geezer Butler, Ian Gillan, Tony Iommi, Bill Ward) - 8:16

## Album som låtarna är på
- 1970 - Black Sabbath (CD 1: 1-4)
- 1970 - Paranoid (CD 1: 5-10)
- 1971 - Master of Reality (CD 1: 11-15)
- 1972 - Vol. 4 (CD 2: 1-3)
- 1973 - Sabbath Bloody Sabbath (CD 2: 4-6)
- 1975 - Sabotage (CD 2: 7-10)
- 1976 - Technical Ecstasy (CD 2: 11)
- 1978 - Never Say Die! (CD 2: 12, 13)
- 1980 - Heaven and Hell (CD 2: 14)
- 1981 - Mob Rules (CD 2: 15)
- 1983 - Born Again (CD 2: 16)